# Onthophagus mucronatus
Onthophagus mucronatus é uma espécie de inseto do género Onthophagus, família Scarabaeidae, ordem Coleoptera.

## História
Foi descrita cientificamente por Thomson em 1858.